# 中华人民共和国大学生运动会
中华人民共和国大学生运动会（简称全国大学生运动会）由教育部、国家体育总局、共青团中央联合主办，分届次由不同省级人民政府承办。比赛按照普通高校组成的甲组和高水平运动队试点院校和体育院校组成的乙组分别进行比赛。该运动会根据《学校体育工作条例》（中华人民共和国国家教育委员会令第8号）的规定举行，每四年一届。
2012年在天津市举办的第九届大学生运动会是最后一届大学生运动会，之后大学生运动会与中学生运动会合并，统一举办为全国学生运动会。2017年9月在杭州市举办的第十三届全国学生运动会是大学生运动会和中学生运动会合并后举办的第一届全国学生运动会，合并后每三年举办一届，第二届全国学生运动会将于2020年在青岛市举办。

## 历届大学生运动会
| 届次               | 举办日期               | 举办地点     | 运动员人数 |
| ------------------ | ---------------------- | ------------ | ---------- |
| 第一届             | 1982年8月10日－8月19日 | 北京市       | 2,552      |
| 第二届             | 1986年8月3日－8月9日   | 辽宁省大连市 | 2,228      |
| 第三届             | 1988年8月25日－8月31日 | 江苏省南京市 | 3,100      |
| 第四届             | 1992年9月29日－10月5日 | 湖北省武汉市 |            |
| 第五届             | 1996年8月28日－9月4日  | 陕西省西安市 |            |
| 第六届             | 2000年9月3日－9月11日  | 四川省成都市 | 2,841      |
| 第七届             | 2004年8月26日－9月6日  | 上海市       |            |
| 第八届             | 2008年7月18日－7月28日 | 广东省广州市 | 6,000      |
| 第九届（最后一届） | 2012年9月8日－9月18日  | 天津市       | 6,196      |
| 第十届（赛事取消） | 2016年9月              | 浙江省杭州市 | —          |